# El Universal (Colombie)
Pour les articles homonymes, voir El Universal.
El Universal est un journal colombien basé à Carthagène des Indes.